# كيم هيورا
كيم هيورا (بالكورية: 김히어라)‏ هي ممثلة كورية جنوبية. ولدت يوم 18 مارس 1989 في وونجو في كوريا الجنوبية.

## روابط خارجية
- كيم هيورا على موقع IMDb (الإنجليزية)
- كيم هيورا على موقع قاعدة بيانات الفيلم (الإنجليزية)